# Seleção Belga de Futebol
A Seleção Belga de Futebol representa a Bélgica nas competições de futebol da Federação Internacional de Futebol. É organizada pela Royal Belgian Football Association.

## História
A primeira partida da seleção belga foi disputada a 1 de Maio de 1904, em empate por 3 a 3 contra a França. De início, a equipe contou com ajuda de alguns jogadores ingleses, fazendo com que estas partidas não fossem consideradas. Em 28 de Abril de 1901, o time havia batido Países Baixos por 8 a 0.
A equipe recebeu o apelido de Os Diabos Vermelhos do jornalista Pierre Walckiers em 1906, após vitória por 3 a 2 contra Países Baixos em Roterdã.
A Bélgica esteve presente em onze mundiais, sendo que sua melhor classificação se deu em 2018 na Russia, onde terminou na terceira colocação. Na Eurocopa, o melhor desempenho foi o vice-campeonato em 1980.
Nas Olimpíadas de 1900, a Bélgica foi representada pela Université de Bruxelles e conquistou a medalha de bronze. Na edição de 1920 do torneio, a seleção disputou o campeonato e venceu, conquistando a medalha de ouro.
Atualmente, tem a considerada "geração de ouro" da Bélgica. Na Copa do Mundo de 2002, após campanha regular, caiu contra o Brasil em uma das maiores controvérsias em Copas do Mundo na anulação do gol legítimo de Marc Wilmots, onde o árbitro inexplicavelmente marcou falta em cima do então zagueiro brasileiro Roque Júnior. 
Nas eliminatórias para a Copa do Mundo de 2014, ganhou quase todos os jogos, pois empatou apenas dois e não perdeu nenhum. Na Copa de 2014 fez uma boa campanha chegando as quartas de final e caindo para a Argentina, quando havia vencido 4 partidas, algo até então inédito para a Bélgica, como é uma seleção muito jovem, segue promissora para os próximos anos.

### Copa do Mundo de 2018
Na Copa do Mundo de 2018, a Seleção Belga ─ que já havia enfrentado duas eliminações para a Argentina na Copa do Mundo de 2014 e para o País de Gales na Euro 2016 ─ caiu no Grupo G: um grupo relativamente fácil, com Panamá, Tunísia e Inglaterra. Venceu os três jogos por 3 a 0, 5 a 2, e 1 a 0, respectivamente. Chegou às oitavas de final contra o Japão e provou seu poder de reação ao transformar um revés de 2 a 0 em uma vitória heroica de 3 a 2, com direito a um gol de contra-ataque de Chadli faltando 10 segundos para o término da partida.
O adversário nas quartas de final era o pentacampeão Brasil, derrotado por 2 a 1 graças a um gol contra de Fernandinho e outro golaço de contra-ataque de Kevin De Bruyne. Caiu nas semifinais para a França, porém garantiu o 3º lugar e a melhor campanha de sua história em Copas do Mundo ao vencer novamente a Inglaterra, em 14 de julho de 2018, por 2 a 0.

## Títulos
- Medalha de ouro nos Jogos Olímpicos: 1 (1920)

Observação: Os Jogos Olímpicos de 1908 até 1956 são considerados títulos oficiais: .
- Copa Kirin: 1 (1999)

## Títulos de base

### Seleção Sub-19
- Eurocopa Sub-19: 1 (1977)

## Campanhas de destaque
- Copa do Mundo: 3º lugar em 2018 e 4º lugar em 1986
- Eurocopa: 2° lugar em 1980; 3° lugar em 1972
- Olimpíadas: medalha de bronze em 1900

## Uniformes
Os uniformes titulares da seleção belga apresentam predominantemente camisas vermelhas, pelo qual são conhecidos como "Diabos Vermelhos", variando as cores dos calções entre o vermelho e o preto e meiões, vermelhos, pretos ou amarelos, cores da bandeira nacional. O uniforme reserva costuma mudar com mais frequência, sendo que já foram utilizadas camisas amarelas, pretas, azuis e brancas.

Escudo antigo da Seleção Belga

### Fornecedores esportivos
| Período        | Material esportivo |
| -------------- | ------------------ |
| Anos 1970s     | Umbro              |
| 1974-1980      | Adidas             |
| 1981-1983      | Admiral            |
| 1984-1991      | Adidas             |
| 1992-1998      | Diadora            |
| 1999-2010      | Nike               |
| 2010-2014      | Burrda             |
| 2014- presente | Adidas             |

## Desempenho em competições

### Copa do Mundo
| Ano   | Fase               | Posição            | J                  | V                  | E                  | D                  | GP                 | GC                 |    |
| ----- | ------------------ | ------------------ | ------------------ | ------------------ | ------------------ | ------------------ | ------------------ | ------------------ | -- |
| 1930  | 1ª fase            | 11/13              | 2                  | 0                  | 0                  | 2                  | 0                  | 4                  |    |
| 1934  | 1ª fase            | 15/16              | 1                  | 0                  | 0                  | 1                  | 2                  | 5                  |    |
| 1938  | 1ª fase            | 13/15              | 1                  | 0                  | 0                  | 1                  | 1                  | 3                  |    |
| 1950  | Se retirou         | Se retirou         | Se retirou         | Se retirou         | Se retirou         | Se retirou         | Se retirou         | Se retirou         |    |
| 1954  | 1ª fase            | 12/16              | 2                  | 0                  | 1                  | 1                  | 5                  | 8                  |    |
| 1958  | Não se classificou | Não se classificou | Não se classificou | Não se classificou | Não se classificou | Não se classificou | Não se classificou | Não se classificou |    |
| 1962  | Não se classificou | Não se classificou | Não se classificou | Não se classificou | Não se classificou | Não se classificou | Não se classificou | Não se classificou |    |
| 1966  | Não se classificou | Não se classificou | Não se classificou | Não se classificou | Não se classificou | Não se classificou | Não se classificou | Não se classificou |    |
| 1970  | 1ª fase            | 10/16              | 3                  | 1                  | 0                  | 2                  | 4                  | 5                  |    |
| 1974  | Não se classificou | Não se classificou | Não se classificou | Não se classificou | Não se classificou | Não se classificou | Não se classificou | Não se classificou |    |
| 1978  | Não se classificou | Não se classificou | Não se classificou | Não se classificou | Não se classificou | Não se classificou | Não se classificou | Não se classificou |    |
| 1982  | 2ª fase            | 10/24              | 5                  | 2                  | 1                  | 2                  | 3                  | 5                  |    |
| 1986  | Quarto lugar       | 4/24               | 7                  | 2                  | 2                  | 3                  | 12                 | 15                 |    |
| 1990  | Oitavas de final   | 11/24              | 4                  | 2                  | 0                  | 2                  | 6                  | 4                  |    |
| 1994  | Oitavas de final   | 11/24              | 4                  | 2                  | 0                  | 2                  | 4                  | 4                  |    |
| 1998  | 1ª fase            | 19/32              | 3                  | 0                  | 3                  | 0                  | 3                  | 3                  |    |
| 2002  | Oitavas de final   | 14/32              | 4                  | 1                  | 2                  | 1                  | 6                  | 7                  |    |
| 2006  | Não se classificou | Não se classificou | Não se classificou | Não se classificou | Não se classificou | Não se classificou | Não se classificou | Não se classificou |    |
| 2010  | Não se classificou | Não se classificou | Não se classificou | Não se classificou | Não se classificou | Não se classificou | Não se classificou | Não se classificou |    |
| 2014  | Quartas de final   | 6/32               | 5                  | 4                  | 0                  | 1                  | 6                  | 3                  |    |
| 2018  | Terceiro lugar     | 3/32               | 7                  | 6                  | 0                  | 1                  | 16                 | 6                  |    |
| 2022  | 1ª fase            | 23/32              | 3                  | 1                  | 1                  | 1                  | 1                  | 2                  |    |
| 2026  | a definir          | a definir          | a definir          | a definir          | a definir          | a definir          | a definir          | a definir          |    |
| Total | 14/22              | 14/22              | 0 títulos          | 51                 | 21                 | 10                 | 20                 | 69                 | 74 |

### Eurocopa
| Ano   | Fase               | Posição            | J                  | V                  | E                  | D                  | GP                 | GC                 |
| ----- | ------------------ | ------------------ | ------------------ | ------------------ | ------------------ | ------------------ | ------------------ | ------------------ |
| 1960  | Não se classificou | Não se classificou | Não se classificou | Não se classificou | Não se classificou | Não se classificou | Não se classificou | Não se classificou |
| 1964  | Não se classificou | Não se classificou | Não se classificou | Não se classificou | Não se classificou | Não se classificou | Não se classificou | Não se classificou |
| 1968  | Não se classificou | Não se classificou | Não se classificou | Não se classificou | Não se classificou | Não se classificou | Não se classificou | Não se classificou |
| 1972  | Terceiro lugar     | 3/4                | 2                  | 1                  | 0                  | 1                  | 3                  | 3                  |
| 1976  | Não se classificou | Não se classificou | Não se classificou | Não se classificou | Não se classificou | Não se classificou | Não se classificou | Não se classificou |
| 1980  | Vice-campeã        | 2/8                | 4                  | 1                  | 2                  | 1                  | 4                  | 4                  |
| 1984  | 1ª fase            | 6/8                | 3                  | 1                  | 0                  | 2                  | 4                  | 8                  |
| 1988  | Não se classificou | Não se classificou | Não se classificou | Não se classificou | Não se classificou | Não se classificou | Não se classificou | Não se classificou |
| 1992  | Não se classificou | Não se classificou | Não se classificou | Não se classificou | Não se classificou | Não se classificou | Não se classificou | Não se classificou |
| 1996  | Não se classificou | Não se classificou | Não se classificou | Não se classificou | Não se classificou | Não se classificou | Não se classificou | Não se classificou |
| 2000  | 1ª fase            | 12/16              | 3                  | 1                  | 0                  | 2                  | 2                  | 5                  |
| 2004  | Não se classificou | Não se classificou | Não se classificou | Não se classificou | Não se classificou | Não se classificou | Não se classificou | Não se classificou |
| 2008  | Não se classificou | Não se classificou | Não se classificou | Não se classificou | Não se classificou | Não se classificou | Não se classificou | Não se classificou |
| 2012  | Não se classificou | Não se classificou | Não se classificou | Não se classificou | Não se classificou | Não se classificou | Não se classificou | Não se classificou |
| 2016  | Quartas de final   | 7/24               | 5                  | 3                  | 0                  | 2                  | 9                  | 5                  |
| 2020  | Quartas de final   | 5/24               | 5                  | 4                  | 0                  | 1                  | 9                  | 3                  |
| 2024  | Oitavas de final   | 10/24              | 5                  | 4                  | 0                  | 1                  | 9                  | 3                  |
| Total | 7/17               | 14°                | 26                 | 12                 | 3                  | 11                 | 33                 | 30                 |

## Estatísticas e recordes
Negrito: Jogadores ainda em atividade
| Pos. | Jogador           | Período   | Jogos | Gols |
| ---- | ----------------- | --------- | ----- | ---- |
| 1    | Jan Vertonghen    | 2007–2024 | 157   | 10   |
| 2    | Axel Witsel       | 2008–     | 132   | 12   |
| 3    | Toby Alderweireld | 2009–2022 | 127   | 5    |
| 4    | Eden Hazard       | 2008–2022 | 126   | 33   |
| 5    | Romelu Lukaku     | 2010–     | 119   | 85   |
| 6    | Dries Mertens     | 2011–     | 109   | 21   |
| 7    | Kevin De Bruyne   | 2010–     | 105   | 28   |
| 8    | Thibaut Courtois  | 2011–     | 102   | 0    |
| 9    | Jan Ceulemans     | 1977–1991 | 96    | 23   |
| 10   | Timmy Simons      | 2001–2016 | 94    | 6    |

| Pos. | Jogador          | Período   | Gols | Jogos | Média |
| ---- | ---------------- | --------- | ---- | ----- | ----- |
| 1    | Romelu Lukaku    | 2010–     | 85   | 119   | 0,71  |
| 2    | Eden Hazard      | 2008–2022 | 33   | 126   | 0,26  |
| 3    | Bernard Voorhoof | 1928–1940 | 30   | 61    | 0,49  |
| 3    | Paul Van Himst   | 1960–1974 | 30   | 81    | 0,37  |
| 5    | Kevin De Bruyne  | 2010–     | 28   | 105   | 0,26  |
| 5    | Marc Wilmots     | 1990–2002 | 28   | 70    | 0,4   |
| 7    | Michy Batshuayi  | 2015–     | 27   | 55    | 0,49  |
| 7    | Joseph Mermans   | 1945–1956 | 27   | 56    | 0,48  |
| 9    | Robert De Veen   | 1906–1913 | 26   | 23    | 1,13  |
| 9    | Ray Braine       | 1925–1939 | 26   | 55    | 0,47  |

## Seleção Belga de todos os tempos
Por ocasião do 125º aniversário da Real Federação Belga de Futebol, foi organizada uma votação em seu site para eleger o 125 Years Icons Team. Cerca de 7.600 pessoas votaram para compor o melhor time dos Diabos vermelhos de todos os tempos.

## Temporadas
- Temporada 2014